# Lega Fascista Imperiale
La Lega Fascista Imperiale (in inglese Imperial Fascist League, IFL) fu un movimento fascista inglese fondato da Arnold Leese nel 1929 dopo la sua rottura con i Fascisti Britannici (British Fascists).
Il gruppo era fortemente antisemita e sosteneva la supremazia della "razza ariana", e aveva l'obiettivo di creare uno Stato corporativo, razzista e fascista. Nonostante nel momento di maggior successo abbia avuto solamente tra i 150 e i 500 membri, la sua rilevanza nel discorso politico inglese era ben più importante.
La Lega Fascista Imperiale ebbe un tracollo a seguito dello scoppio della Seconda Guerra Mondiale, durante la quale Leese dichiarò di essere "fedele al Re e alla Patria" nonostante avesse ricevuto fino a quel momento sovvenzioni da parte dei nazisti tedeschi. 

## Il movimento
La Lega Fascista Imperiale fu fondata da Leese nel 1929 a Londra, dopo la sua fuoriuscita dai Fascisti Britannici (British Fascist, BF) nel 1927, di cui egli rappresentava uno dei soli due rappresentanti eletti durante un'elezione pubblica (Leese fu consigliere per il comune di Stamford).
La IFL fu un piccolo movimento costituito da alcune centinaia di militanti (da circa 150 a un massimo di 500 membri), incluse le Fascist Legions, che indossavano camicie nere (simili a quelle dei fascisti italiani) ed erano comandate da Leslie H. Sherrard.
Inizialmente utilizzarono come simbolo il fascio littorio, adottando successivamente come bandiera la Union Jack con sovraimpresso una svastica al centro dopo l'ascesa al potere del nazionalsocialismo in Germania.
Allo stesso modo della British Union of Fascists (BUF) e di tutti gli altri fascismi europei e non, la IFL elaborò una sua visione peculiare del fascismo. In particolare si batteva per l'adozione del corporativismo in ambito economico, per una riforma monetaria e per il ritiro della cittadinanza britannica agli ebrei. La svolta politica della IFL verso una politica meno filofascista e più fortemente ispirata al nazismo di ebbe dopo l'incontro avvenuto in Germania fra Leese e Julius Streicher, propagandista del NSDAP nonché editore del settimanale fortemente antisemita Der Stürmer. Da quel momento il programma politico di ispirazione corporativista della IFL fu dominato da una violenta svolta antisemita che sottolineava la supremazia della razza ariana, su modello simile all'ideologia nazista. In seguito a questo riorientamento filogermanico, la IFL ottenne maggior rilievo pubblico anche grazie ai finanziamenti ricevuti dalla Germania nazista per tramite del corrispondente inglese per il quotidiano ufficiale del NSDAP Völkischer Beobachter, Hans Wilhelm Thost. La Lega Fascista Imperiale divenne così fanaticamente legata al nazismo da rigettare le proprie origini ispirate al fascismo italiano tanto che nella metà degli anni '30 Leese denunciò Benito Mussolini come un sostenitore degli ebrei, bollando la guerra in Etiopia come organizzata da un complotto ebraico.
Nel 1940 Leese, nonostante avesse dichiarato la propria lealtà al Re e alla patria durante la guerra, fu internato secondo il Defence Regulation 18B. Riprese la politica attiva dopo la fine della guerra, senza però ricostituire la IFL.

## La competizione con la BUF
Nel 1932 Robert Forgan, politico vicino a Oswald Mosley, consigliò a Leese di unire la IFL con l'Unione Britannica dei Fascisti (British Union of Fascists, BUF) dello stesso Mosley, ma l'offerta venne rifiutata. La causa principale fu la reticenza di Mosley nel rendere l'antisemitismo la piattaforma centrale dell'obiettivo politico della BUF, tanto che Leese arrivò a chiamare il leader del partito avversario un "fascista kosher". La IFL accusò più volte pubblicamente il BUF di essere sotto il controllo degli ebrei, chiamando dispregiativamente il movimento avversario "the British Jewnion of Fascist", con un gioco di parole in lingua inglese sulla pronuncia della parola "union". Benché la BUF avesse adottato una retorica antisemita nel corso del tempo, essa era dettata da considerazioni politiche e dall'opposizione a una supposta influenza ebraica in campo politico ed economico, mentre la IFL e Leese consideravano gli ebrei una razza inferiore manifestando un razzismo e antisemitismo di tipo "biologico" e non politico, sulla scorta della dottrina nazista.
La competizione con la British Union of Fascists di Oswald Mosley divenne eccezionalmente significativa per la IFL, con Mosley molto più considerato rispetto a Leese, relativamente sconosciuto. Nel 1933 le Camicie Nere di Mosley cominciarono ad attaccare apertamente la IFL e il suo capo, Leese: tali attacchi culminarono nell'incidente di Great Portland Street, quando circa 50 Camicie Nere travestite da comunisti assaltarono un comizio di Leese distruggendo la sala riunioni nel tentativo di far ricadere la colpa sulla stessa Lega Fascista Imperiale. La BUF produsse persino falsa documentazione in merito alla preparazione di un presunto attentato della IFL contro l'Ufficio dell'Interno del Regno Unito (analogo britannico del Ministero dell'Interno). La rivalità tra i due movimenti fascisti scemerà nel tempo, anche a causa dello scarso peso politico della IFL.